# ギリシャ十字

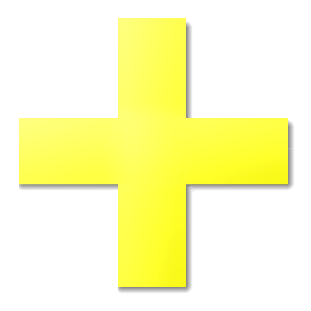
ギリシャ十字

ギリシャ十字は、キリスト教において最も頻繁に用いられる十字の一つである。特に正教会で多用されるが、西方教会（カトリック教会・聖公会・プロテスタント）においてもラテン十字と並び広く用いられている。キリスト教の範疇に留まらず、様々な紋章や標章などにもその意匠が見られる。

## 形状
その形状は、横木と軸木が等しい長さで構成され、両者は中央で直交する点を特徴とする。

## 建築と象徴
ビザンティン建築をはじめとする聖堂建築においては、平面がギリシャ十字型に構成される事例が多く、「ギリシャ十字型の平面」という記述は建築関連の記事で頻繁に用いられる。また、国際的な人道支援組織である赤十字や、薬局のシンボルとして知られる緑十字は、ギリシャ十字を基にデザインされたスイス国旗に由来する。

## 使用例

パレオロゴス王朝時代初期の東ローマ帝国旗
スイス国旗
ギリシャ海軍国籍旗
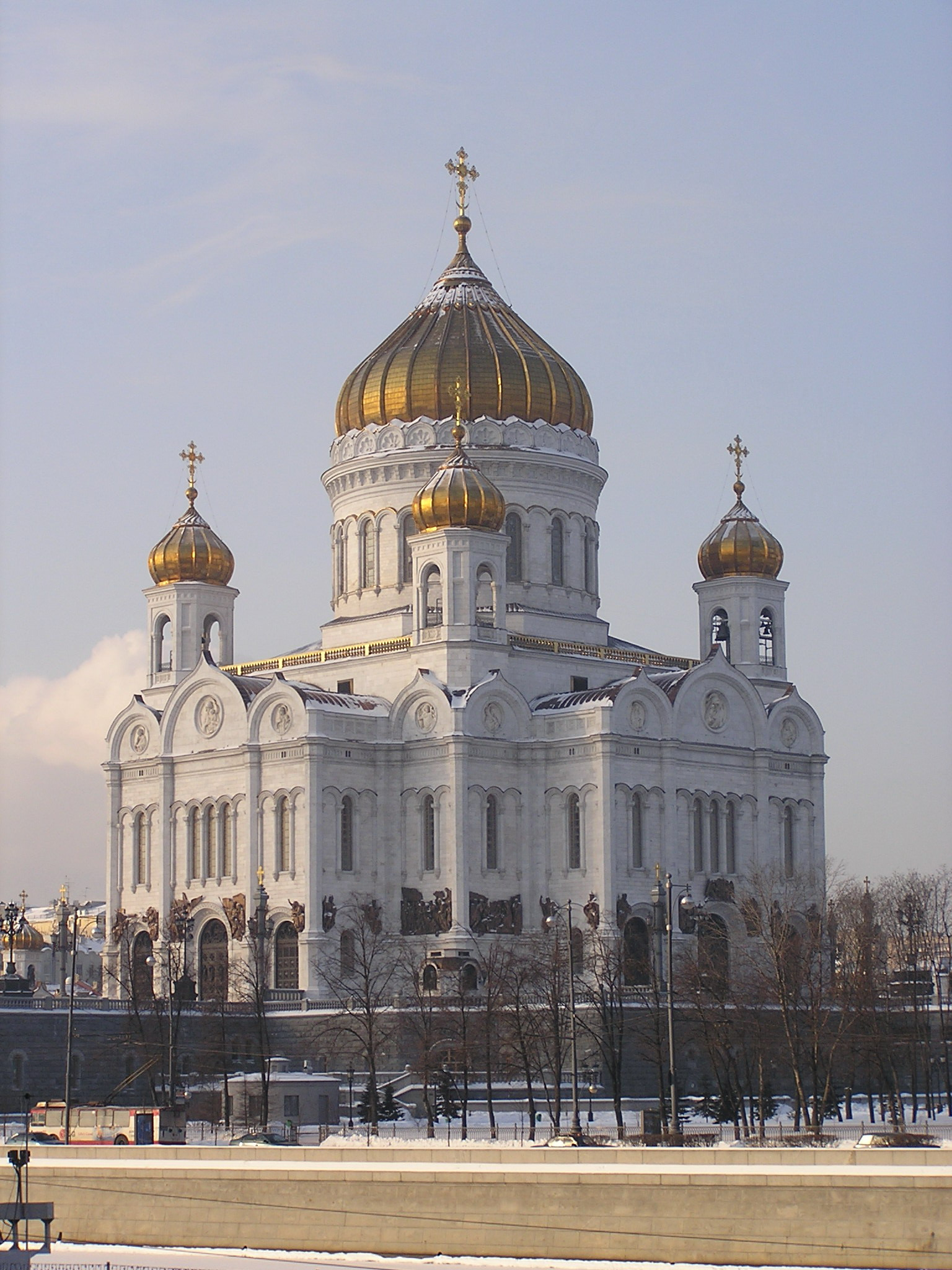
ギリシャ十字型の平面を持つ、救世主ハリストス大聖堂の冬景色（2006年・モスクワ）
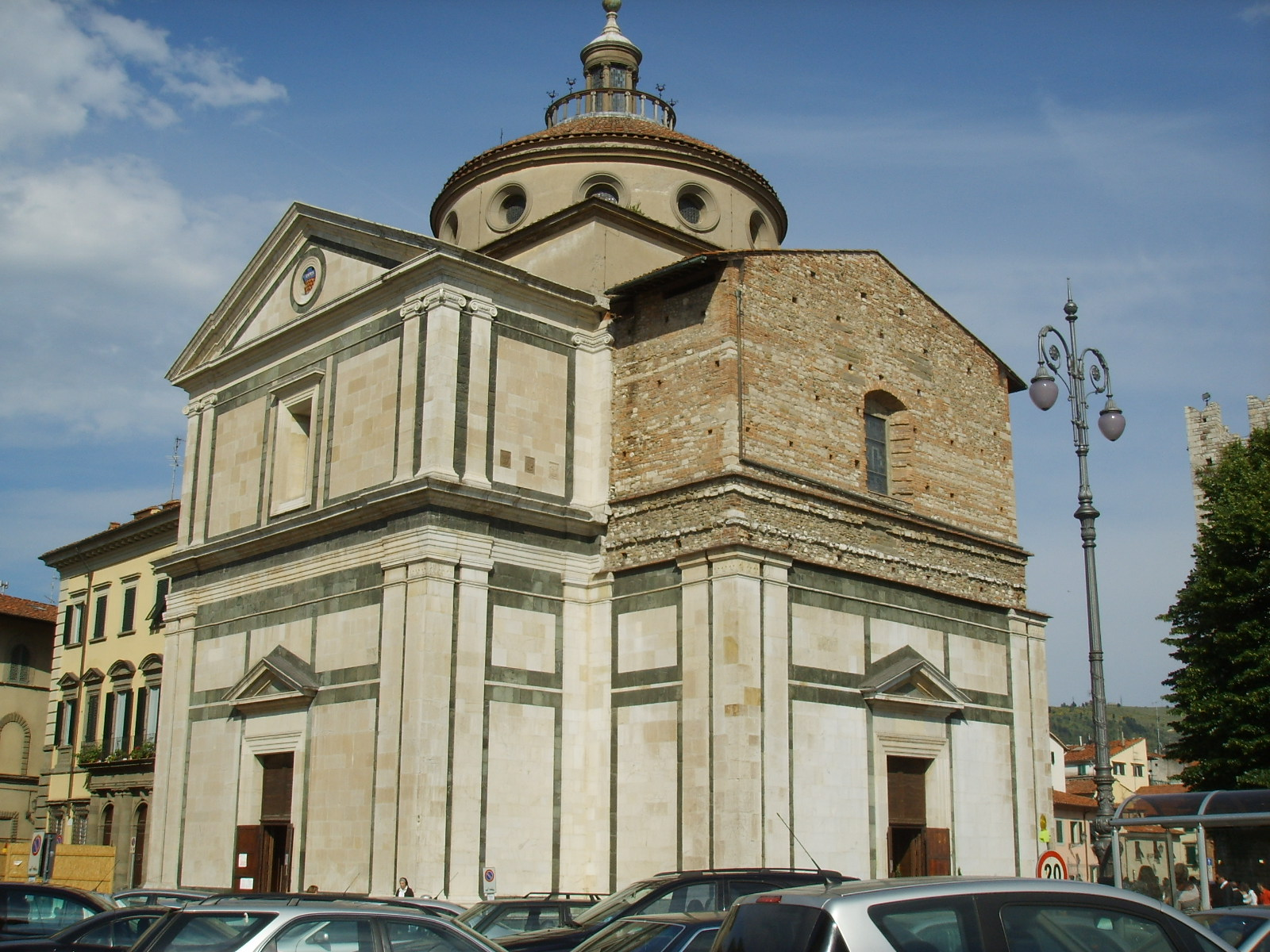
ギリシャ十字型の平面を持つ、イタリアの聖マリア聖堂
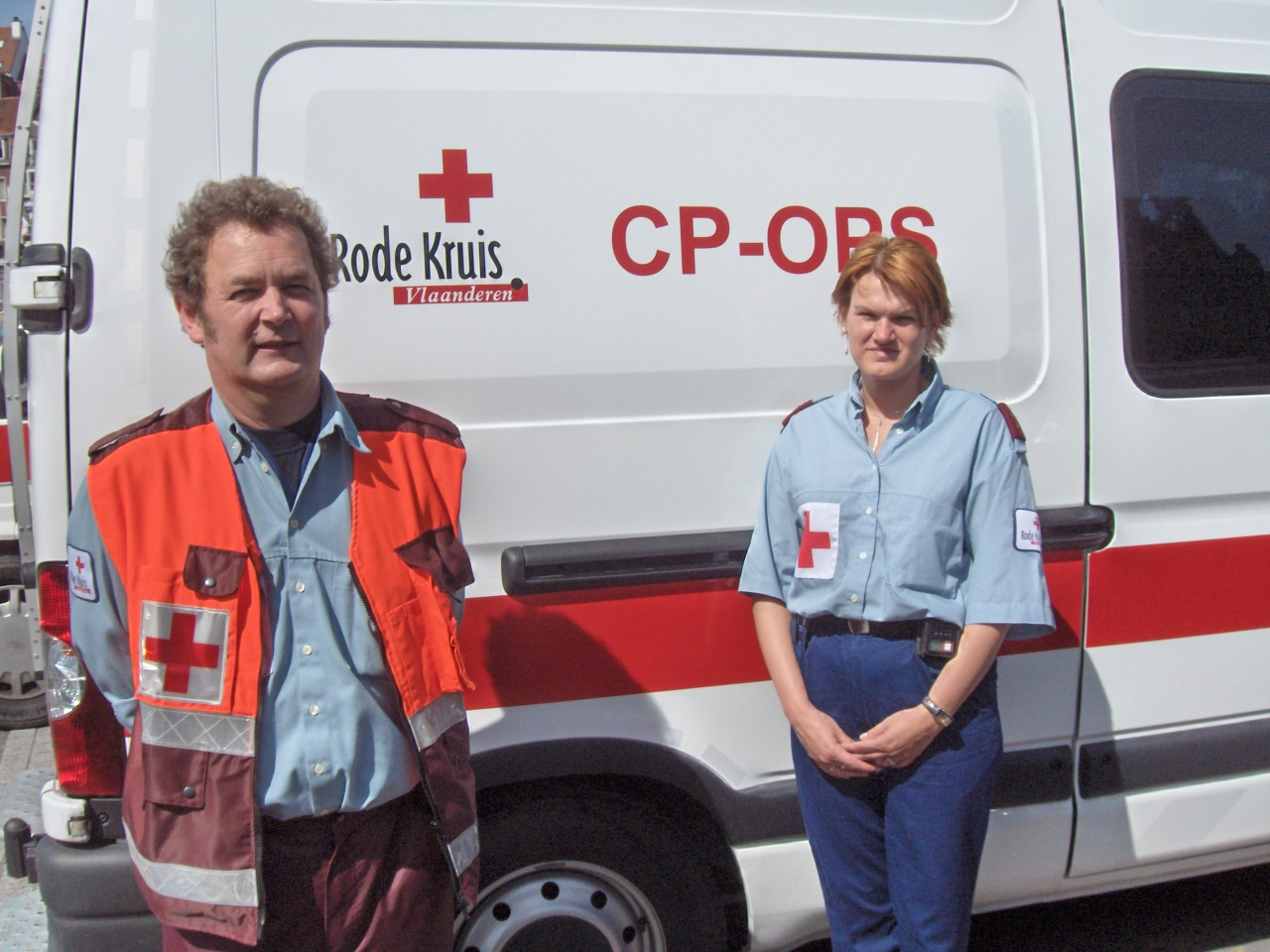
赤十字のボランティア（ベルギー）
労働衛生旗
赤十字

## 符号位置
| 記号 | Unicode | JIS X 0213 | 文字参照          | 名称                 |
| ---- | ------- | ---------- | ----------------- | -------------------- |
| ✙    | U+2719  | -          | &#x2719; &#10009; | OUTLINED GREEK CROSS |
| ✚    | U+271A  | -          | &#x271A; &#10010; | HEAVY GREEK CROSS    |